# Kojszówka
Kojszówka est une localité polonaise de la gmina de Maków Podhalański, située dans le powiat de Sucha en voïvodie de Petite-Pologne.